# Ruth Aaronson Bari
Pour les articles homonymes, voir Bari (homonymie).
Ruth Aaronson Bari (17 novembre 1917 - 25 août 2005) est une mathématicienne américaine connue pour ses travaux sur la théorie des graphes et les homomorphismes algébriques. Elle est professeure à l'Université George-Washington à partir de 1966.

## Carrière
Fille d'immigrants juifs polonais aux États-Unis, Ruth Aaronson est née le 17 novembre 1917 et grandit à Brooklyn, New York.
Elle fréquente le Brooklyn College et obtient son baccalauréat en mathématiques en 1939. Elle obtient sa maîtrise ès arts à l'Université Johns-Hopkins en 1943, après s'être initialement inscrite au programme de doctorat. Lorsque l'université suggère que les femmes du programme d'études supérieures devraient renoncer à leurs bourses afin que les hommes revenant de la Seconde Guerre mondiale puissent étudier, Bari renonce . Après avoir épousé Arthur Bari, elle passe les deux décennies suivantes consacrées à leur famille. Ils ont trois filles ensemble.
Elle retourne à Johns Hopkins pour des études supérieures et termine sa thèse sur "absolute reducibility of maps of at most 19 regions" en 1966 à l'âge de 47 ans. La thèse de Bari explore les polynômes chromatiques et la conjecture de Birkhoff-Lewis. Elle détermine que, "du fait que toutes les autres cartes cubiques avec moins de 20 régions contiennent au moins une configuration absolument réductible, il s'ensuit que la conjecture de Birkhoff-Lewis est valable pour toutes les cartes avec moins de 20 régions." . Dirigée par Daniel Clark Lewis, Jr., sa thèse est intitulée, Absolute Reductibility of Maps of at Most 19 Regions.
Après avoir obtenu son diplôme, le mathématicien William Tutte invite Bari à passer deux semaines à donner des conférences sur son travail au Canada à l'Université de Waterloo. Les travaux de Bari dans les domaines de la théorie des graphes et des homomorphismes - et en particulier des polynômes chromatiques - sont reconnus comme importants.
En 1976, deux professeurs s'appuient sur le travail informatique pour résoudre l'éternel problème de la thèse de Bari, impliquant la conjecture à quatre couleurs .
Au cours de sa carrière d'enseignante, Bari participe à un recours collectif contre l'Université George-Washington qui proteste contre les inégalités de promotion et de rémunération des membres féminins du corps professoral. Les protestations sont couronnées de succès.
Bari prend sa retraite à l'âge légal de 70 ans en 1988 avec la distinction de professeur émérite.

## Vie privée
Bari est active dans la communauté de Washington, DC. Au début des années 1970, Bari utilise une subvention de la Fondation nationale pour la science pour lancer un programme de maîtrise en enseignement des mathématiques. Elle estime que les professeurs de mathématiques dans les écoles publiques du DC n'étaient pas aussi bien préparés qu'ils auraient dû l'être.
Ses trois filles deviennent connues dans leurs domaines. Judi Bari (en) (1949–1997) est une féministe et militante syndicale et environnementale de premier plan, qui vit et travaille dans le nord de la Californie. Gina Kolata (en) est journaliste en mathématiques, santé et sciences pour le New York Times. Martha Bari est historienne de l'art au Hood College à Fredrick, Maryland.
Bari est décédé le 25 août 2005 des complications de la Maladie d'Alzheimer. Elle vivait à Silver Spring, Maryland depuis 1963.